# Rete trigonometrica classica
La rete trigonometrica classica, realizzata dall'Istituto Geografico Militare, per triangolazione e trilaterazione, consta di circa 20000 vertici trigonometrici suddivisi in quattro ordini ed uniformemente distribuiti sul territorio nazionale italiano con una interdistanza variabile da 30 km a 50 km nel caso di reti del 1º ordine, di circa 20 km per le reti del 2º ordine, fino a circa 5 km per i lati della maglia triangolare del 4º ordine. Da tale rete, la cui istituzione è iniziata praticamente con l'unità d'Italia e la cui prima determinazione si è conclusa nel 1919, sono derivate le altre reti storiche nazionali, quale quella del Catasto.